# Weiss (månkrater)
För andra betydelser, se Weiss.
Weiss är en nedslagskrater på månen. Weiss har fått sitt namn efter den österrikiske astronomen Edmund Weiss.
Kratern har en diameter på ungefär 66 km.

## Satellitkratrar
| Weiss | Latitud | Longitud | Diameter |
| ----- | ------- | -------- | -------- |
| A     | 30.5° S | 18.6° V  | 4 km     |
| B     | 31.2° S | 18.4° V  | 10 km    |
| D     | 30.7° S | 20.3° V  | 9 km     |
| E     | 31.1° S | 19.2° V  | 17 km    |